# GRO J0422+32
GRO J0422+32 – kandydat na czarną dziurę o masie gwiazdowej położony w gwiazdozbiorze Perseusza, odległy od Ziemi o około 8500 lat świetlnych. Masa czarnej dziury wynosi około 3,66 do 4,97 mas Słońca i w momencie jej odkrycia była to najmniejsza znana czarna dziura o masie gwiazdowej. Czarna dziura tworzy układ podwójny z gwiazdą V518 Per. Układ został odkryty 5 sierpnia 1992 przez Compton Gamma Ray Observatory.